# 邓正来
邓正来（1956年2月—2013年1月24日），男，上海人，中国翻译家、法学家、政治学家，被誉为“中国第一个学术个体户”，是西学东译重要人物，和梁治平、贺卫方、朱苏力一同被誉为“中国法学四剑客”，毕业于四川外语学院、外交学院，在复旦大学执教并担任多项公职。

## 生平
1956年，邓正来出生在上海市。1978年，邓小平恢复高考制度，邓正来考上四川外语学院，1982年，邓正来又考上外交学院国际私法专业，大学毕业后曾长期在民间研究法学和政治学。1989年，在“六四”风波中前往公安机关秘密自首，上交了他假借“秘书处”名义偷偷录制“首都知识界联合会”等组织活动的全部录音带，结果导致多人被捕、判刑。2003年，好友邀请他到吉林大学执教，入校前提出“只教书带学生不任职”的两个原则，之后担任吉林大学理论法学研究中心西方法哲学研究所所长。2008年转入复旦大学，把英国经济学家弗里德里希·哈耶克著作研究引入复旦大学。2013年1月24日，邓正来因胃癌在复旦大学附属肿瘤医院病逝。

## 作品与思想
邓正来一生有著作25部，译著19部，主编书刊43种，论文58篇。邓正来长期研究西方法学和政治学，主持翻译西方人文社会科学经典著作，致力于中国大陆法学和政治学启蒙，主张学术自救。

### 专著
- . 北京市: 中国政法大学出版社. 2002: 302. ISBN 9787562010289.
- . 上海市: 复旦大学出版社. 2009: 312. ISBN 9787309067019.
- . 北京市: 北京大学出版社. 2008: 244. ISBN 9787301132104.
- . 上海市: 复旦大学出版社. 2009: 270. ISBN 9787309067026.
- . 上海市: 商务印书馆. 2009: 290. ISBN 9787100059770.
- . 上海市: 商务印书馆. 2011: 416. ISBN 9787100076388.
- . 上海市: 上海文艺出版社. 2012: 706. ISBN 9787532144129.
- . 北京市: 北京大学出版社. 2008: 276. ISBN 9787301132098.
- . 北京市: 中国政法大学出版社. 2012: 617. ISBN 9787562043904.
- . 北京市: 法律出版社. 2006: 238. ISBN 9787503661488.
- . 北京市: 法律出版社. 2004: 335. ISBN 9787503638619.
- . 北京市: 中国政法大学出版社. 2006: 248. ISBN 9787562028444.
- . 北京市: 北京大学出版社. 2006: 217. ISBN 9787301103746.

### 译著
- 弗里德里希·哈耶克. . 北京市: 首都经济贸易大学出版社. 2001: 651. ISBN 9787563809189.
- 弗里德里希·哈耶克. . 北京市: 生活·读书·新知三联书店. 1997: 339. ISBN 9787108011046.
- 弗里德里希·哈耶克. . 北京市: 生活·读书·新知三联书店. 2003: 390. ISBN 9787108017833.
- 弗里德里希·哈耶克. . 北京市: 中国大百科全书出版社. 2000: 280. ISBN 9787500062608.
- 弗里德里希·哈耶克. . 北京市: 中国大百科全书出版社. 2000: 611. ISBN 9787500064046.
- 迈克尔 J. 桑德尔. . 北京市: 中信出版社. 2012: 294. ISBN 9787508636597.
- 罗斯科·庞德. . 北京市: 中国法制出版社. 2003: 256. ISBN 9787800839641.
- 罗斯科·庞德. . 北京市: 中国政法大学出版社. 2004: 557. ISBN 9787562025689.
- 罗斯科·庞德. . 北京市: 中国政法大学出版社. 2007: 461. ISBN 9787562030430.